# Tomáš Sedláček

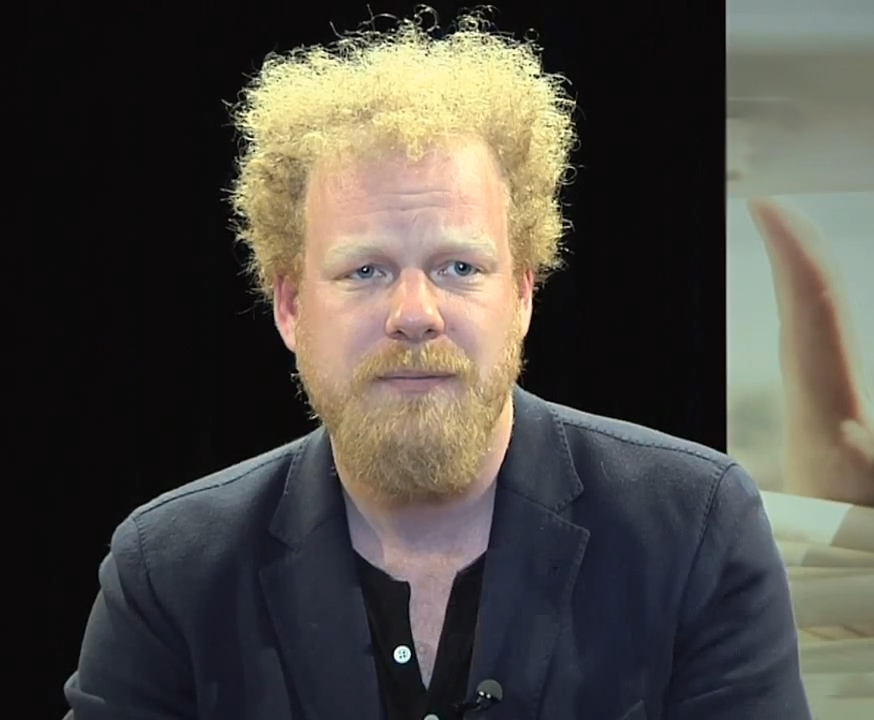
Tomáš Sedláček (2013)

Tomáš Sedláček (Roudnice nad Labem, 1977) is een Tsjechisch econoom, ambtenaar en schrijver.

## Biografie
Tomáš Sedláček werd na zijn studies docent economie aan de Karelsuniversiteit te Praag. Daarnaast was hij tussen 2001 en 2003 adviseur van de Tsjechische president Václav Havel en vervolgens in 2004 en 2005 van de minister van Financiën Bohuslav Sobotka. In 2006 ging hij aan de slag als econoom bij de bank CSOB. Sinds 2013 is hij adviserend lid van het World Economic Forum

## Publicaties
Naast wetenschappelijke publicaties schreef hij ook het boek De economie van goed en kwaad.

## Erkenning
- 2006 - Door de Yale-universiteit in de lijst van Five hot minds in economics gezet.[2]